# Prêmio Saturno de 2022
A 47.ª edição do Prêmio Saturno, apresentado pela Academia de Ficção Científica, Fantasia e Filmes de Terror, homenageou o melhor em ficção científica, fantasia, horror e outros gêneros em filmes, televisão e lançamentos de mídia doméstica entre os anos de 2021 e 2022. As nomeações foram divulgadas em 12 de agosto de 2022 e os premiados foram divulgados em 25 de outubro de 2022 no L.A. Marriott Burbank Hotel, em Los Angeles, sob apresentação do ator e comediante Joel McHale.
O filme The Batman liderou as nomeações com doze categorias, no entanto, venceu em apenas duas: a de Melhor Direção e Melhor Figurino. O longa-metragem Nightmare Alley recebeu o segundo maior número de indicações (10) e saiu vitorioso em três delas: Melhor Thriller, Melhor Roteiro e Melhor Design de Produção. Também venceram três categorias os filmes Everything Everywhere All at Once e Top Gun: Maverick.
Em relação as produções de televisão, Better Call Saul obteve o maior número de indicações (7) e angariou vitória em quatro categorias: Melhor Série de Ação/Thriller, Melhor Ator e Atriz em Televisão (para Bob Odenkirk e Rhea Seehorn, respectivamente) e Melhor Ator Coadjuvante (Jonathan Banks). Dentre as produções do streaming, Severance (Apple TV+) e Stranger Things (Netflix) receberam seis indicações, enquanto Obi-Wan Kenobi (Disney+) obteve cinco; no entanto, a série do Disney+ venceu 3 categorias, enquanto a produção da Netflix obteve apenas uma (Melhor Série de Terror/Thriller) e a da Apple TV+ nenhuma.

## Vencedores e indicados

### Cinema
| Melhor Filme de Super-Herói - Spider-Man: No Way Home - The Batman - The Suicide Squad - Thor: Love and Thunder - Doctor Strange in the Multiverse of Madness - Shang-Chi and the Legend of the Ten Rings | Melhor Filme de Ficção Científica - Nope - Dune - Free Guy - Godzilla vs. Kong - Crimes of the Future - Jurassic World: Dominion |
| Melhor Filme de Fantasia - Everything Everywhere All at Once - Cruella - Fantastic Beasts: The Secrets of Dumbledore - Ghostbusters: Afterlife - The Green Knight - The Unbearable Weight of Massive Talent | Melhor Filme de Terror - The Black Phone - Last Night in Soho - The Night House - A Quiet Place Part II - Scream - X |
| Melhor Filme de Ação ou Aventura - Top Gun: Maverick - Death on the Nile - West Side Story - No Time to Die - F9 - RRR | Melhor Filme Thriller - Nightmare Alley - Ambulance - The Northman - Old - The Outfit - Pig |
| Melhor Filme de Animação - Marcel the Shell with Shoes On - The Addams Family 2 - Encanto - Lightyear - Luca - Minions: The Rise of Gru | Melhor Filme Internacional - RRR - Downton Abbey: A New Era - Eiffel - I'm Your Man (Ich bin dein Mensch) - Riders of Justice (Retfærdighedens Ryttere) - Silent Night |
| Melhor Direção em Cinema - Matt Reeves – The Batman - Guillermo del Toro – Nightmare Alley - Steven Spielberg – West Side Story - Joseph Kosinski – Top Gun: Maverick - Jordan Peele – Nope - Jon Watts – Spider-Man: No Way Home - S. S. Rajamouli – RRR | Melhor Roteiro em Cinema - Guillermo del Toro e Kim Morgan – Nightmare Alley - Daniel Kwan e Daniel Scheinert – Everything Everywhere All at Once - Chris McKenna e Erik Sommers – Spider-Man: No Way Home - James Vanderbilt e Guy Busick – Scream - Matt Reeves e Peter Craig – The Batman - Scott Derrickson e C. Robert Cargill – The Black Phone - Jordan Peele – Nope |
| Melhor Ator em Cinema - Tom Cruise como Capt. Pete "Maverick" Mitchell – Top Gun: Maverick - Timothée Chalamet como Paul Atreides – Dune - Robert Pattinson como Bruce Wayne / Batman – The Batman - Daniel Kaluuya como Otis "OJ" Haywood Jr. – Nope - Tom Holland como Peter Parker / Homem-Aranha – Spider-Man: No Way Home - Idris Elba como Robert DuBois / Sanguinário – The Suicide Squad - Simu Liu como Shaun / Xu Shang-Chi – Shang-Chi and the Legend of the Ten Rings | Melhor Atriz em Cinema - Michelle Yeoh como Evelyn Wang – Everything Everywhere All at Once - Emily Blunt como Evelyn Abbott – A Quiet Place Part II - Zoë Kravitz como Selina Kyle / Mulher-Gato – The Batman - Keke Palmer como Emerald "Em" Haywood – Nope - Emma Stone como Estella / Cruella – Cruella - Zendaya como MJ – Spider-Man: No Way Home - Cate Blanchett como Dra. Lilith Ritter – Nightmare Alley                                                                       |
| Melhor Ator Coadjuvante em Cinema - Ke Huy Quan como Waymond Wang – Everything Everywhere All at Once - Paul Dano como Edward Nashton / Charada – The Batman - Colin Farrell como Oswald "Oz" Cobblepot / Pinguim – The Batman - Ethan Hawke como O Sequestrador – The Black Phone - Alfred Molina como Dr. Otto Octavius / Doutor Octopus – Spider-Man: No Way Home - Richard Jenkins como Ezra Grindle – Nightmare Alley - Benedict Wong como Wong – Doctor Strange in the Multiverse of Madness                                                                                            | Melhor Atriz Coadjuvante em Cinema - Awkwafina como Katy Chen (Chen Ruiwen) – Shang-Chi and the Legend of the Ten Rings - Viola Davis como Amanda Waller – The Suicide Squad - Jodie Comer como Millie Rusk – Free Guy - Carrie Coon como Callie Spengler – Ghostbusters: Afterlife - Diana Rigg como Ms Collins – Last Night in Soho (póstumo) - Marisa Tomei como May Parker – Spider-Man: No Way Home - Stephanie Hsu como Joy Wang / Jobu Tupaki – Everything Everywhere All at Once |
| Melhor Performance de ator/atriz jovem - Finn Wolfhard como Trevor Spengler – Ghostbusters: Afterlife - Noah Jupe como Marcus Abbott – A Quiet Place Part II - Madeleine McGraw como Gwendolyn "Gwen" Blake – The Black Phone - Millicent Simmonds como Regan Abbott – A Quiet Place Part II - Mason Thames como Finney Blake – The Black Phone - Jacob Tremblay como Luca Paguro – Luca | Melhor Edição - Eddie Hamilton – Top Gun: Maverick - Jeffrey Ford e Leigh Folsom Boyd – Spider-Man: No Way Home - William Hoy e Tyler Nelson – The Batman - Cam McLauchlin – Nightmare Alley - Nicholas Monsour – Nope - Paul Rogers – Everything Everywhere All at Once - Pietro Scalia, Doug Brandt e Calvin Wimmer – Ambulance |
| Melhor Trilha Sonora - Danny Elfman – Doctor Strange in the Multiverse of Madness - Michael Abels – Nope - Nicholas Britell – Cruella - Michael Giacchino – The Batman - Nathan Johnson – Nightmare Alley - Howard Shore – Crimes of the Future - Joel P. West – Shang-Chi and the Legend of the Ten Rings | Melhor Design de Produção - Tamara Deverell – Nightmare Alley - Sue Chan – Shang-Chi and the Legend of the Ten Rings - Jason Kisvarday – Everything Everywhere All at Once - Marcus Rowland – Last Night in Soho - James Chinlund – The Batman - Patrice Vermette – Dune - Fiona Crombie – Cruella |
| Melhor Figurino - Jacqueline Durran, David Crossman e Glyn Dillon – The Batman - Kym Barrett – Shang-Chi and the Legend of the Ten Rings - Jenny Beavan – Cruella - Bob Morgan e Jacqueline West – Dune - Mayes C. Rubeo – Thor: Love and Thunder - Luís Sequeira – Nightmare Alley - Sammy Sheldon – Eternals | Melhor Maquiagem - Love Larson, Donald Mowat e Eva von Bahr – Dune - Ozzy Alvarez, Victoria Down, Kevin Kirkpatrick e Justin Raleigh – Army of the Dead - Alexandra Anger, Monica Pavez e Evi Zafiropoulou – Crimes of the Future - Naomi Donne e Mike Marino – The Batman - Greg Funk, Brian Sipe e Heba Thorisdottir – The Suicide Squad - Mike Hill, Jo-Ann MacNeil e Megan Many – Nightmare Alley - Adam Johansen e Matteo Silvi – Thor: Love and Thunder                            |
| Melhores Efeitos Visuais - John "D.J." Des Jardin, Bryan Hirota, Kevin Andrew Smith e Mike Meinardus – Godzilla vs. Kong - Jorundur Rafn Arnarson, Joe Letteri e Erik Winquist – Doctor Strange in the Multiverse of Madness - Sheena Duggal e Alessandro Ongaro – Ghostbusters: Afterlife - Scott Edelstein, Kelly Port, Dan Sudick e Chris Waegner – Spider-Man: No Way Home - Joe Farrell, Dan Oliver, Christopher Townsend e Sean Noel Walker – Shang-Chi and the Legend of the Ten Rings - Scott R. Fisher e Ryan Tudhope – Top Gun: Maverick - David Vickery – Jurassic World: Dominion | Melhor Filme Independente - Dual - Alice - Dream Horse - Gold - Mass - Watcher |

### Televisão

#### Programas
| Televisão de sinal aberto / Televisão por assinatura | Televisão de sinal aberto / Televisão por assinatura |
| --- | --- |
| Melhor Série de Ficção Científica - Superman & Lois (The CW) - The Flash (The CW) - The Man Who Fell to Earth (Showtime) - Resident Alien (Syfy) - Supergirl (The CW) - Westworld (HBO)                                                                                        | Melhor Série de Fantasia - Shining Vale (Starz) - Doctor Who (BBC America) - Riverdale (The CW) - La Brea (NBC) - Stargirl (The CW) - Ghosts (CBS)                                                                         |
| Melhor Série de Terror - The Walking Dead (AMC) - American Horror Story: Double Feature (FX) - Chucky (Syfy) - Fear the Walking Dead (AMC) - From (Epix) - What We Do in the Shadows (FX)                                                                                      | Melhor Série de Ação ou Thriller - Better Call Saul (AMC) - Dexter: New Blood (Showtime) - Yellowjackets (Showtime) - The Blacklist (NBC) - Dark Winds (AMC) - Outlander (Starz) - Big Sky (ABC)                           |
| Streaming | |
| Melhor Série de Ficção Científica - Star Trek: Strange New Worlds (Paramount+) - The Orville: New Horizons (Hulu) - Star Trek: Discovery (Paramount+) - The Mandalorian (Disney+) - For All Mankind (Apple TV+) - Lost in Space (Netflix) - The Expanse (Prime Video)          | Melhor Série de Fantasia - Loki (Disney+) - The Witcher (Netflix) - Russian Doll (Netflix) - WandaVision (Disney+) - Schmigadoon! (Apple TV+) - The Wheel of Time (Prime Video)                                            |
| Melhor Série de Terror ou Thriller - Stranger Things (Netflix) - Squid Game (Netflix) - Creepshow (Shudder) - Severance (Apple TV+) - Servant (Apple TV+) - Evil (Paramount+)                                                                                                  | Melhor Série de Ação ou Aventura - The Boys (Prime Video) - Reacher (Prime Video) - Cobra Kai (Netflix) - Peacemaker (HBO Max) - Bosch: Legacy (Freevee) - Leverage: Redemption (Freevee) - The Umbrella Academy (Netflix) |
| Melhor Série de Animação - Star Wars: The Bad Batch (Disney+) - The Boys Presents: Diabolical (Prime Video) - Blade Runner: Black Lotus (Crunchyroll / Adult Swim) - Star Trek: Lower Decks (Paramount+) - What If...? (Disney+) - Invincible (Prime Video) - Arcane (Netflix) | Melhor Minissérie - Obi-Wan Kenobi (Disney+) - Midnight Mass (Netflix) - Moon Knight (Disney+) - Ms. Marvel (Disney+) - Hawkeye (Disney+) - The Book of Boba Fett (Disney+)                                                |

#### Atuações
| Televisão de sinal aberto / Televisão por assinatura | Televisão de sinal aberto / Televisão por assinatura |
| --- | --- |
| Melhor Ator - Bob Odenkirk como Jimmy McGill / Saul Goodman / Gene Takavic – Better Call Saul (AMC) - Tyler Hoechlin como Superman – Superman & Lois (The CW) - Sam Heughan como Jamie Fraser – Outlander (Starz) - Michael C. Hall como Dexter Morgan – Dexter: New Blood (Showtime) - Chiwetel Ejiofor como Faraday – The Man Who Fell to Earth (SHO) - Harold Perrineau como Boyd Stevens – From (Epix) - Colman Domingo como Victor Strand – Fear the Walking Dead (AMC)               | Melhor Atriz - Rhea Seehorn como Kim Wexler – Better Call Saul (AMC) - Melanie Lynskey como Shauna Sadecki – Yellowjackets (Showtime) - Elizabeth Tulloch como Lois Lane – Superman & Lois (The CW) - Courteney Cox como Patricia "Pat" Phelps – Shining Vale (Starz) - Caitriona Balfe como Claire Fraser – Outlander (Starz) - Kylie Bunbury como Cassie Dewell – Big Sky (ABC) - Rose McIver como Samantha Arondekar – Ghosts (CBS)                                                                               |
| Melhor Ator Coadjuvante - Jonathan Banks como Mike Ehrmantraut – Better Call Saul (AMC) - Tony Dalton como Lalo Salamanca – Better Call Saul (AMC) - Patrick Fabian como Howard Hamlin – Better Call Saul (AMC) - Harvey Guillén como Guillermo de la Cruz – What We Do in the Shadows (FX) - Michael Mando como Nacho Varga – Better Call Saul (AMC) - Brandon Scott Jones como Captain Isaac Higgintoot – Ghosts (CBS) - Michael James Shaw como Michael Mercer – The Walking Dead (AMC) | Melhor Atriz Coadjuvante - Lauren Cohan como Maggie Greene – The Walking Dead (AMC) - Julia Jones como Oficial Angela Bishop – Dexter: New Blood (SHO) - Sophie Skelton como Brianna MacKenzie – Outlander (Starz) - Melissa McBride como Carol Peletier – The Walking Dead (AMC) - Janina Gavankar como Ren Bhullar – Big Sky (ABC) - Danielle Panabaker como Caitlin Snow / Frost – The Flash (The CW) - Emmanuelle Chriqui como Lana Lang Cushing – Superman & Lois (The CW)                                      |
| Melhor Performance de ator/atriz jovem - Brec Bassinger como Courtney Whitmore / Stargirl – Stargirl (The CW) - Zackary Arthur como Jake Wheeler – Chucky (Syfy) - Jordan Elsass como Jonathan Kent – Superman & Lois (The CW) - Gus Birney como Gaynor Phelps – Shining Vale (Starz) - Alex Garfin como Jordan Kent – Superman & Lois (The CW) - Jack Alcott como Harrison Morgan – Dexter: New Blood (Showtime)                                                                          | Melhor Performance de artista convidado - Jennifer Tilly como Tiffany Valentine – Chucky (Syfy) - Aisha Tyler como Mickey – Fear the Walking Dead (AMC) - Michael Biehn como Ian – The Walking Dead (AMC) - Rachael Harris como Sheryl – Ghosts (CBS) - Fisher Stevens como Marvin Gerard – The Blacklist (NBC) - Jesse James Keitel como Jerrie Kennedy – Big Sky (ABC) - Jeffrey Dean Morgan como Negan – The Walking Dead (AMC)                                                                                   |
| Streaming | |
| Melhor Ator - Oscar Isaac como Marc Spector / Cavaleiro da Lua – Moon Knight (Disney+) - Adam Scott como Mark Scout – Severance (Apple TV+) - Antony Starr como Homelander / John – The Boys (Prime Video) - Anson Mount como Pike – Star Trek: Strange New Worlds (Paramount+) - Tom Hiddleston como Loki – Loki (Disney+) - Ewan McGregor como Obi-Wan Kenobi – Obi-Wan Kenobi (Disney+) - Anthony Mackie como Sam Wilson / Falcão – The Falcon and the Winter Soldier (Disney+)         | Melhor Atriz - Ming-Na Wen como Fennec Shand – The Book of Boba Fett (Disney+) - Britt Lower como Helly Riggs – Severance (Apple TV+) - Kate Siegel como Erin Greene – Midnight Mass (Netflix) - Erin Moriarty como Starlight / Annie January – The Boys (Prime Video) - Beth Riesgraf como Parker – Leverage: Redemption (Freevee) - Elizabeth Olsen como Wanda Maximoff / Feiticeira Escarlate – WandaVision (Disney+) - Millie Bobby Brown como Eleven – Stranger Things (Netflix)                                |
| Melhor Ator Coadjuvante - Elliot Page como Viktor Hargreeves – The Umbrella Academy (Netflix) - Ethan Peck como Spock – Star Trek: Strange New Worlds (Paramount+) - Zach Cherry como Dylan George – Severance (Apple TV+) - Ethan Hawke como Arthur Harrow – Moon Knight (Disney+) - John Turturro como Irving Bailiff – Severance (Apple TV+) - Joseph Quinn como Eddie Munson – Stranger Things (Netflix) - Joel Kinnaman como Edward Baldwin – For All Mankind (Apple TV+)             | Melhor Atriz Coadjuvante - Moses Ingram como Reva Sevander / Terceira Irmã – Obi-Wan Kenobi (Disney+) - Patricia Arquette como Harmony Cobel – Severance (Apple TV+) - Aleyse Shannon como Breanna Casey – Leverage: Redemption (Freevee) - Danielle Brooks como Leota Adebayo – Peacemaker (HBO Max) - Nell Tiger Free como Leanne Grayson – Servant (Apple TV+) - Kathryn Hahn como Agnes / Agatha Harkness – WandaVision (Disney+) - Jess Bush como Christine Chapel – Star Trek: Strange New Worlds (Paramount+) |
| Melhor Performance de ator/atriz jovem - Iman Vellani como Kamala Khan / Ms. Marvel – Ms. Marvel (Disney+) - Sadie Sink como Maxine "Max" Mayfield – Stranger Things (Netflix) - Hailee Steinfeld como Kate Bishop / Gaviã Arqueira – Hawkeye (Disney+) - Maxwell Jenkins como Will Robinson – Lost in Space (Netflix) - Vivien Lyra Blair como Leia Organa – Obi-Wan Kenobi (Disney+) - Gaten Matarazzo como Dustin Henderson – Stranger Things (Netflix)                                 | Melhor Performance de artista convidado - Hayden Christensen como Darth Vader – Obi-Wan Kenobi (Disney+) - Jonathan Majors como Aquele que Permanece – Loki (Disney+) - Rosario Dawson como Ahsoka Tano – The Mandalorian (Disney+) - Robert Englund como Victor Creel – Stranger Things (Netflix) - Jensen Ackles como Soldier Boy / Benjamin – The Boys (Prime Video) - LeVar Burton como Robert Blanche – Leverage: Redemption (Freevee) - Tony Dalton como Jack Duquesne – Hawkeye (Disney+)                     |